# エヴァンス・コンドグビア
エヴァンス・コンドグビア（フランス語: Evans Kondogbia、1989年5月3日 - ）は、中央アフリカ共和国とフランスの元サッカー選手。元中央アフリカ共和国代表。ポジションはFW。

## クラブ歴
FCロリアンの下部組織に在籍したがトップチーム昇格は果たせず、ベルギーのRRCアモワで選手となった。その後ベルギーで下位リーグのクラブを転々とし、2013年夏にシャルルロワSCに加入したが出場機会は無かった。2014年夏にリーグ・ドゥのACアルル＝アヴィニョンに加入、リーグ・ドゥで1試合に出場した。
2015年夏に弟とともにインテルナツィオナーレ・ミラノに加入。彼はレガ・プロのACレナーテへ期限付き移籍した。翌シーズンはFCフミーリャに期限付き移籍。
その後はインテルを退団し、セリエDでプレーし引退した。

## 家族
弟はインテル等で活躍した中央アフリカ共和国代表のジョフレイ・コンドグビア。いとこのハビブ・ハビブも中央アフリカ共和国代表のサッカー選手。